# Rijnvoetbalkampioenschap (West-Duitsland)
Het Rijnvoetbalkampioenschap was van 1920 tot 1933 een van de regionale voetbalcompetities van de West-Duitse voetbalbond. In 1933 werden alle competities van de West-Duitse voetbalbond ontbonden door de NSDAP.
Vanaf 1921 was er ook een gelijknamige competitie van de Zuid-Duitse voetbalbond. 

## Erelijst
- 1921 Kölner BC 01
- 1922 Kölner BC 01
- 1923 Kölner BC 01
- 1924 Rheydter SpV 1905
- 1925 Rheydter SpV 1905
- 1926 VfR rrh. 1904 Köln
- 1927 CfR Köln
- 1928 SpVgg Sülz 1907
- 1929 VfL Borussia München-Gladbach
- 1930 SpVgg Sülz 1907
- 1931 Aachener TuSV Alemannia 1900
- 1932 SpVgg Sülz 1907
- 1933 SpVgg Sülz 1907